# Jordan Ngatai
Jordan Ngatai (Porirua, 7 marzo 1993) è un cestista neozelandese.

## Carriera
Con la Nuova Zelanda ha disputato i Campionati mondiali del 2019, i Campionati oceaniani del 2013 e i Campionati asiatici del 2017.